# Anthony James Leggett
Anthony James Leggett (n. 26 martie 1938, Greater London, Anglia, Regatul Unit) este un fizician englez, laureat al Premiului Nobel pentru Fizică în 2003 împreună cu Vitali Ghinzburg și Alexei Abrikosov pentru contribuțiile de pionierat în domeniul teoriei superconductorilor și superfluidelor.